# 苏宰-尚皮尼
苏宰-尚皮尼（法語：Souzay-Champigny，法語發音：[suzɛ ʃɑ̃piɲi] ⓘ）是法国曼恩-卢瓦尔省的一个市镇，位于该省东部偏南，卢瓦尔河左岸，属于索米尔区。该市镇由苏宰（Souzay）和尚皮尼（Champigny）两村庄组成。 

## 地理
苏宰-尚皮尼（47°14'10"N, 0°0'27"W）面积8.92 平方千米，位于法国卢瓦尔河地区大区曼恩-卢瓦尔省，该省份为法国西部内陆省份，大致对应安茹地区，北起顺时针与马耶讷省、萨尔特省、安德尔-卢瓦尔省、维埃纳省、德塞夫勒省、旺代省、大西洋卢瓦尔省和伊勒-维莱讷省接壤。
与苏宰-尚皮尼接壤的市镇（或旧市镇、城区）包括：丰特夫罗拉拜、帕尔奈、索米尔、卢瓦尔河畔瓦雷讷、维勒贝尔尼耶、贝勒维涅堡。
苏宰-尚皮尼的时区为UTC+01:00、UTC+02:00（夏令时）。

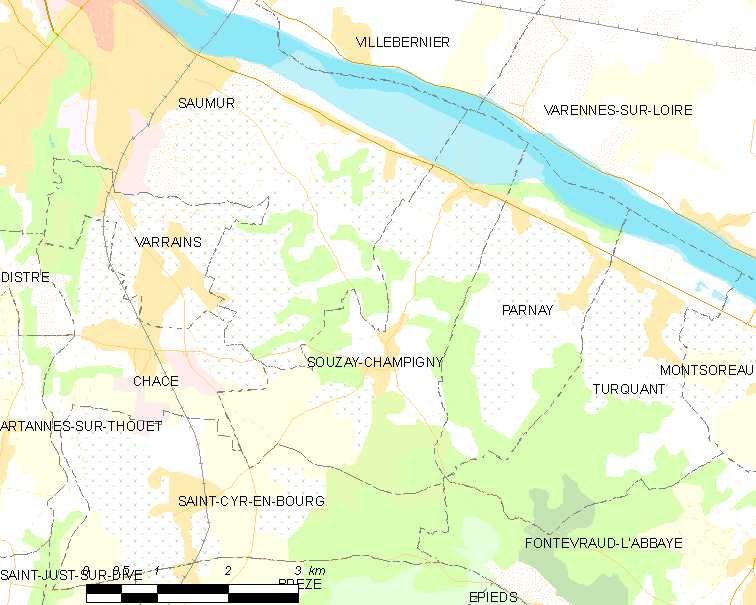
苏宰-尚皮尼的OSM定位图

## 行政
苏宰-尚皮尼的邮政编码为49400，INSEE市镇编码为49341。

## 政治
苏宰-尚皮尼所属的省级选区为索米尔县。

## 人口

1962-2008年间苏宰-尚皮尼人口变化图示

苏宰-尚皮尼于2022年1月1日时的人口数量为691人。